# Розлом Грейт-Глен

Метаморфічна зона, насув Муан, розлом Грейт-Глен і граничний розлом Хайлленд

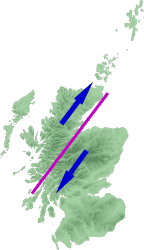
Розлом Грейт-Глен

Євроамерика в девоні (416 млн 359) з Балтикою, Авалонією (розлом Кебот, Ньюфаундленд і розлом Грейт-Глен, Шотландія) і Лаврентія

Розлом Грейт-Глен — транскуррентний розлом що прямує долиною Грейт-Глен, Шотландія.

## Розташування
Розлом Грейт-Глен прямує з північного сходу до південного заходу долиною Грейт-Глен, і далі прямує через Лох-Лінне і Ферт-оф-Лорн, і на північному заході до Ірландії, через озеро Лох-Фоїл, затоку Донегал і Клю. На північному сході розлом переходить у Гранічний розлом Волл і пов'язаний з розломами Мелбі і Нестінг, і далі з мезозойською рифтовою системою на північ від Шетландських островів.
Розлом має продовження на північноамериканській стороні Атлантичного океану, але з Грейт-Глен не має безперервного з'єднання, через спрединг Серединно-Атлантичного хребта утвореного 200 млн років тому. У Північній Америці розлом прямує через північно-захід Ньюфаундленду, Канада, як розлом Кебот (розлом Лонг-Рейндж) і затокою Святого Лаврентія І має принаймні 480 км завдовжки.

## Історія
Розлом Грейт-Глен має довгу історію. Він сформувався наприкінці Каледонського орогенезу, і пов'язаний із зіткненням тектонічних плит Лаврентія і Балтія наприкінці силурійського періоду і продовжився у ранньому девоні (ймовірно, 430—390 млн років). Рух у той час був лівобічний, з ним тісно пов'язано система розломів що прямують субпаралельно Грейт-Глен, це розлом Стратконон (Strathconon) і Стратглесс (Strathglass) на північному заході і розломи Лагган, Тиндрум і Еріх-Лейдон на південному сході. Другий основний етап руху відбувся під час кам'яновугільного періоду, цього разу правобічний.
Завершальна фаза формування розлому Грейт-Глен припадає на пізню крейду на початку третинного періоду. Зсув має 104 км завдовжки
Через ерозію уздовж зони розлому під час четвертинного зледеніння утворилося відоме озеро Лох-Несс.